# Wensley Christoph
Wensley Christoph (Paramaribo, 9 december 1984) is een Surinaams voormalig voetballer die speelde als aanvaller.

## Carrière
Christoph speelde van 2003 tot 2006 voor SV Cosmos, hij maakte in 2006 de overstap naar Super Red Eagles. Hij speelde bij hen tot in 2009 toen hij de overstap maakte naar SV Excelsior. Met hen won hij de beker in 2009/10 toen hij met de club in de tweede klasse speelde en dat jaar wisten ze ook promotie af te dwingen. Na zes seizoenen maakte hij kort de overstap naar Slingerz FC maar keerde als snel terug naar Suriname en speelde nog twee seizoenen voor SV Notch in de hoogste klasse.
Hij speelde van 2004 tot 2010 voor Suriname waarvoor hij 25 interlands speelde en acht doelpunten scoorde.

## Erelijst
- Surinaamse voetbalbeker: 2009/10